# Eugenio Finardi
Eugenio Finardi (Milà,16 de juliol de 1952) es un cantant de rock, compositor i guitarrista italià. La seua familia estava relacionada amb la música: Enzo, el seu pare, era un enginyer de so de música italià i Eloise, la seva mare, era una cantant d'òpera americana. Eugenio a l'edat de 6 anys registra la seva primera cançó Palloncino Rosso Fuoco, una cançó per a nens.

## Discografia

### Àlbums d'estudi
- 1975 – Non gettate alcun oggetto dai finestrini
- 1976 – Sugo (album)|Sugo
- 1977 – Diesel (album)|Diesel
- 1978 – Blitz (Eugenio Finardi)|Blitz
- 1979 – Roccando rollando
- 1981 – Finardi (album)|Finardi
- 1982 – Secret Streets
- 1983 – Dal blu
- 1985 – Colpi di fulmine
- 1987 – Dolce Italia
- 1989 – Il vento di Elora
- 1991 – Millennio (album)|Millennio
- 1996 – Occhi (Eugenio Finardi)|Occhi
- 1998 – Accadueo
- 2001 – O Fado (amb Marco Poeta i Francesco Di Giacomo)
- 2003 – Il silenzio e lo spirito
- 2005 – Anima Blues
- 2008 – Il cantante al microfono
- 2014 – Fibrillante

### Àlbums en directe
- 1984 – Strade (Eugenio Finardi)|Strade
- 2008 – Suono (album)|Suono
- 2009 – Un uomo Tour 2009
- 2013 – Musica Ribelle Live

### Recopilacions
- 1990 – La forza dell'amore (album)|La forza dell'amore
- 1993 – Acustica (album)|Acustica
- 1998 – Extraterrestre e altri successi
- 1998 – Musica ribelle (album)|Musica ribelle
- 2001 – La forza dell'amore 2
- 2002 – Cinquantanni
- 2007 – Un uomo (album)|Un uomo
- 2012 – Sessanta (album)|Sessanta

### Senzills
- 1961 – Palloncino rosso fuoco
- 1973 – Spacey stacey/Hard rock honey
- 1975 – Soldi/Voglio
- 1976 – Musica ribelle/La radio
- 1976 – Non è nel cuore/Giai Phong
- 1977 – Tutto subito/Zucchero
- 1977 – Affetto/Op. 29 in Do maggiore
- 1978 – Cuba/Extraterrestre
- 1979 – 15 bambini/La canzone dell'acqua
- 1979 – Why love/Song fly high
- 1982 – Hostages/Beyond the Icy Rings of Saturn
- 1983 – Le ragazze di Osaka
- 1985 – Vorrei svegliarti/Ambara boogie
- 1999 – Amami Lara
- 2012 – E tu lo chiami Dio
- 2012 – Passerà (Eugenio Finardi)|Passerà